# 普里莫爾斯凱 (卡蘭恰克市鎮)
46°3′17″N 33°23′50″E / 46.05472°N 33.39722°E
普里莫爾斯凯（烏克蘭語：Приморське）是位於烏克蘭南部的村莊，由赫爾松州斯卡多夫斯克區的卡蘭恰克市鎮負責管轄。該村始建於1936年，面積6.27平方公里，海拔高度4米，2001年人口12，人口密度每平方公里1.9人。